# 王友良
王友良（英語：Ivan Wang，1981年1月23日—），香港男歌手。

## 簡介
王友良為邵氏武打明星王戎及導演郭敏明的兒子。他曾就讀於香港聖若瑟書院，在多個校園音樂會、電台及商業活動中作表演嘉賓，更策劃及籌辦在伊利沙伯體育館舉行第一屆「學界紅白歌唱大賽」。及後升讀日本上智大學，主修「國際商務及經濟（日本東京）」課程。他完成大學課程後，曾在東京的畢馬威會計師事務所稅務會計師樓工作，但及後辭職而從事自己喜好的音樂娛樂事業。
王友良曾主唱由 裴勇俊 主演電影《外出》及 日本賣座電影《海猿》的粵語版主題曲。王友良亦曾勇奪新城勁爆音樂、至尊音樂、音樂先 鋒榜等頒奬禮的新人奬。他在2008年推出過一本名為《活學日本》的遊學書，曾擔任《苹果日报 (香港)》網絡節目《蘋果開chat》主持。亦於2016年策劃櫻桃小丸子真人版電視劇，更參與演出，擔當大野健一同學一角和以角色的身份推出寫真集。王友良曾在一個私人活動內向足球明星David Beckham(貝克漢姆)獻唱。王友良的表演更被Beckham公開分享到他的Instagram限時動態上。
他曾亦為恆藝亞洲娛樂旗下藝人，現已自立門戶，開設 「KING Enterprises International Ltd.」(www.king-ent.net) ，業務包括模特兒管理、時裝、動漫人物代理及活動策劃等等。
2017年王友良和松岡李那、R-ICE團員（李礎業、鄧佑剛）一起推出EP「LIR」。

## 家庭
王友良父親是邵氏演員王戎，而母親是1970年代邵氏導演郭敏明；誼母是臺灣藝人、江蘇省政協委員胡慧中。其丈夫是何志平，香港首位眼外科教授，前任香港民政事务局局长。

## 爭議
2009年2月24号王友良(Ivan)被卷入关楚耀与卫诗因涉嫌藏毒在日本被捕事件，报道称王友良当晚与关楚耀，卫诗同在日本涉谷游玩，随后即爆出藏毒案，4月2日，关楚耀在香港召开记者会向公众道歉。有传媒指出关楚耀在义父谭咏麟的建议下，舍弃卫诗为求自保。同时也报道指出，关楚耀和卫诗在日被遭逮捕时候，王友良也在现场，但精通日语的他见情况不妙，也舍弃好友自身逃脱干系。4月3日王友良召开记者会承认自己同游日本，不设答问环节仅五分钟。于4月6日在香港接受查小欣主持的电台节目访问时，重申确与关楚耀(Kelvin)及卫诗(Jill)在日本相约吃晚饭，但出事时未有同行。4月10日报道中，他与性感友人刘欣宜一起喝茶，刚坐下，王友良便发现记者，他立即像发狂一样跑上电梯想找记者，看来有意阻止记者拍照。王友良寻找记者又无奈地返回餐厅，还马上调位到餐厅的一个暗角处坐下，不过因为记者在场，只见他全程惊恐紧张，坐立不安。15分钟后，王友良终于按捺不住，自行离开，为求撇开记者，他在街上乱跑，走了10分钟后便进了一家酒店，再没见其踪影。
2015年12月24日，香港男作家、商台主持及中文大學日本研究講師健吾在其面書上為日本動畫《櫻桃小丸子：從意大利來的少年》中，因有一香港人角色在戲裡說北京話和寫簡體字一事，冒認自己為原作者的朋友而分享向相關單位了解後的結果。王友良與原作者及其工作室確認後，證實健吾不是作者或工作室的朋友，因此發出聲明，警告他不准利用「Sakura Production 朋友」的名義發放任何與櫻桃小丸子有關的消息，不然將採取法律行動，停止他製造不實的消息。。

## 唱片
- 2007年10月：Invitation
- 2008年9月：Flying Colours
- 2009年12月：Last Christmas（Single）

## 廣告及聯合宣傳
- 甘大支（2005）- 代言人
- 西九龍中心及Elite的模特兒招募大賽廣告（2006）- 男模特兒
- Playmobil（2007）- 香港區代言人
- OX集團日本餐廳連鎖店（2007）- 代言人
- Levi’s World（2007）
- Levi’s 牛仔褲藍橙日本系列平面廣告（2007）- 香港區監製

## 演出經驗
- 2005年：Tokyo Stars（與中島美嘉等共同演出，由德國導演拍攝的記録片，曾在日本山形和横濱電影節參展）
- 2006年：日本三省堂發行的中學英語教育劇 飾 Ken
- 2007年：艾粒電視台第二集 飾日本通Ivan（友情演出）
- 2008年：盛裝舞步愛作戰 飾Hero Sir
- 2015年：超級大英雄
- 2017年：櫻桃小丸子 飾大野健一

## 其他

### 歌曲

#### 派台歌曲
- 2005年：玩心情、外出歸途
- 2007年：我信、合格、不再同哭、十一月
- 2008年：好想你、紅眼症、沒有你的藍天空、紅白
- 2009年：Last Christmas
- 2015年：幸福的開始、千年女王

### 演出

#### 音樂錄影帶
- 2005年：玩心情
- 2007年：我信、合格、不再同哭、十一月
- 2008年：好想你、紅眼症、沒有你的藍天空、紅白
- 2009年：Last Christmas

#### 廣告
2005年：
- 四洲甘大滋廣告及成為產品代言人（香港）
- 西九龍中心及Elite的模特兒招募大賽廣告男模特兒

2007年：
- Playmobil - 香港區代言人
- OX集團日本餐廳連鎖店 - 代言人
- Levi’s World
- Levi’s 牛仔褲藍橙日本系列平面廣告 - 香港區監製

### 寫作
- 2008年：「活學日本」（日本留學生活的遊學自傳）

### 廣播劇
- 2007年：新城電台海盜啤之我係啤盜王 飾 Ivan
- 2008年：新城電台海盜啤之黑暗篇 飾 警察
- 2008年：新城電台海盜啤廣播劇系列之香港國際機場十周年呈獻飛躍十年 飾  日本遊客（第1集）（7月7日-8月8日）

### 電台節目
- 叱吒903萬世巨星逢星期三環節「是日本人橡膠龜」嘉賓主持

## 外部連結
- 乐坛新人王王友良的理财秘技
- 乐王友良貌似伊健风格独创  香港文汇报
- http://hk.news.yahoo.com/article/081225/3/9wy5.html （页面存档备份，存于）